# Сабин (хан Болгарии)
Сабин (Савин) (болг. Сабин, Савин) — хан Болгарии с 765 по 766 года.

## Имя и происхождение
Хотя и имеются предположения, что хан Сабин мог быть из славянского рода (аргумент в защиту этой гипотезы то, что его имя не фигурирует в «Именнике болгарских ханов»), вероятнее всего Сабин являлся представителем староболгарской, то есть собственно болгарской (тюркской) аристократии, так как славянские элементы в управление болгарским государством стали допускаться лишь после хана Бориса I, то есть в конце IX века. После того, как этим ханом в государстве была насильственно проведена христианизация и в значительной степени (вместе с семьями) уничтожена верхушка правящей знати. К тому же само имя Сабин или правильнее Сабан является древним тюрко-болгарским словом и встречается в качестве этнонима, а также употребляется в значении «плуг». У современных поволжских татар «сабан» это и есть собственно «плуг». Хан Сабин был зятем хана Кормисоша, то есть власть вновь перешла к роду Вокил, но уже по женской линии.

## Правление
Хан Сабин склонялся к миру с Византией. Сразу же после взятия власти он отправил послов в Византийскую империю прося мир. Сначала переговоры велись тайно. Однако после того как это стало широко известно, начались волнения.
Был созван «народный собор», в котором вооруженные болгары принимали участие с целью решить вести ли войну с Византией или заключить мир. Сторонников войны оказалось больше и хану Сабину было выдвинуто обвинение: «Через тебя византийцы поработят Болгарию».

## Жизнь в Константинополе
После такого оборота событий хану Сабину пришлось спасаться бегством через Месембрию в Константинополь. Император Константин V Копроним принял его и позаботился перебросить его родственников в Византию.
Долгое время император хранил веру, что через хана Сабина сможет воздействовать на положение в Болгарии. В 768 году когда хан Паган прибыл в Константинополь, экс-хан Сабин демонстративно стоял возле императора. Константин V напрасно укорял болгарскую знать о своей ненависти к Сабину. Этим становились ясны планы императора, который пытался вернуть на престол хана Сабина с целью влиять на политику Болгарии.
Хан Сабин остался навсегда в Константинополе, где и окончил жизнь.

## Первоисточники
- Никифор «Краткая история»
- Феофан Исповедник «Хронография»